# Patriarcato di Peć
Il patriarcato di Peć fu un patriarcato ortodosso autocefalo, corrispondente alla Chiesa serba (già riconosciuta nel 1219 da Costantinopoli come arcivescovato autonomo), esistito dal 1346 al 1463 e poi nuovamente dal 1557 al 1766.
Fondato nel 1346 da Stefano Uroš IV Dušan ai fini della propria legittimazione quale imperatore "dei Serbi e dei Greci", ebbe sede nel monastero patriarcale di Peć (nell'odierna regione separatista del Kosovo) e fu precursore della moderna Chiesa ortodossa serba, il cui primate detiene tuttora il titolo di "arcivescovo di Peć".

## Storia
Il giorno di Pasqua del 1346 (16 aprile), l'imperatore serbo Stefano Uroš IV Dušan annunciò a Skopje la costituzione del nuovo patriarcato. Ciò gli valse dapprima un anatema da parte del Patriarca di Costantinopoli, cui tuttavia seguì il riconoscimento nel 1375. 
La giurisdizione patriarcale si estendeva alle antiche eparchie di Stari Ras, Prizren, Lipljan e Srem, un tempo afferenti all'arcidiocesi bulgara di Ocrida, nonché alle diocesi più recentemente costituite da San Sava di Serbia con il fine di affermare l’ortodossia e contrastare il bogomilismo presso i serbi.
Il patriarcato di Peć fu soppresso dal sultano ottomano nel 1463 e da esso restaurato nel 1557, con un editto del visir Mehmed-paša Sokolović, serbo convertito all'Islam, che pose il fratello Makarije sul trono patriarcale. Questo secondo patriarcato sopravvisse fino al 1766, avendo quale principale missione il contrasto della propaganda cattolica nei Balcani ed estendendosi anche in terra bulgara (lo stesso monastero di Rila ricadeva in quel tempo sotto la sua giurisdizione). 
Le eparchie che si trovavano nella monarchia asburgica non riconobbero la fine dell'autocefalia e continuarono ad essere indipendenti e nel 1848 fu fondato il patriarcato di Karlovci (oggi Sremski Karlovci), già sede metropolitana per i territori croati e ungheresi, che durò fino al 1920 quando questo patriarcato venne unito alla Chiesa ortodossa del Regno di Serbia, il cui primate era il metropolita di Belgrado, e la metropolia autocefala di Montenegro (che allora comprendeva anche Peć). Venne allora ripristinato un Patriarcato serbo che porta sia il titolo di Peć che quello di Karlovci oltre a quello di Belgrado, sede effettiva.
Karlovci era stata tra 1737 e 1748 sede del patriarca di Peć Arsenio IV quando il governo dell'Impero ottomano lo aveva sostituito con il greco Joannicus e la Chiesa ortodossa serba si era di fatto divisa in due obbedienze.